# 法里德纳加尔
法里德纳加尔（Faridnagar），是印度北方邦Ghaziabad县的一个城镇。总人口11271（2001年）。

## 人口
该地2001年总人口11271人，其中男性5984人，女性5287人；0—6岁人口2157人，其中男1145人，女1012人；识字率43.22%，其中男性为52.92%，女性为32.23%。